# ジンバル

2軸（自由度2）のジンバルの図解

ジンバル（英: Gimbal）は、1つの軸を中心として物体を回転させる回転台の一種である。軸が直交するようにジンバルを設置すると、内側のジンバルに載せられたロータの向きを常に一定に保つことができる。例えば船舶や航空機に搭載された、ジャイロスコープ、羅針盤、焜炉、ドリンクホルダーなどが一般にジンバルを使って地平線に対して常に垂直を向くようになっている。

## 概要

3軸（自由度3）のジンバルの図解、外部からのあらゆる回転の影響を受けずにロータの回転軸を一定の方向に保つことができる

ジンバル（吊枠）の回転軸にロータをベアリングを介して取付け、そのロータを回転している時では、その外部が回転しても、ロータの回転軸を一定の方向および向きを保つ性質を持っている。これは機械式ジャイロの剛性と呼ばれており、ロータの回転軸を傾けようとする時に、これに抵抗する回転力で表され、ロータの回転速度が大きいほど、ロータの質量が回転軸から遠くに分布しているほど強くなる。
外部とジンバルがベアリングを介して結合されているジンバル軸は、外部からの回転に対しては影響を受けないため、1つのジンバル軸がある場合は自由度1のジャイロ、2つのジンバル軸が直角に交わる場合は自由度2のジャイロ、3つのジンバル軸が互いに直角に交わる場合は自由度3のジャイロと言われており、特に自由度3のジャイロは、外部からのあらゆる回転の影響を受けずにロータの回転軸を一定の方向および向きを保つため、安定化プラットホームと言われている。
ジンバル内のロータは、空間に対して回転軸を一定の方向に保つ働きがあるが、ジンバル･ベアリングやジンバルの重量的不平衡などにより、時間の経過とともに回転軸のドリフト（傾き）が発生するランダム･ドリフト、地球の自転や移動などにより、回転軸のドリフトが発生する見せかけのドリフトなどで、ロータの回転軸に傾きが起こるため、歳差 (プリセッション) により、ロータの回転軸を一定の方向に保つように制御する。これは、回転しているロータの回転軸を傾けようとして力を掛けると、ロータには、その回転方向に90度進んだ位置に同じ大きさの力が掛かったように傾く現象を利用して、ロータの回転軸と結合したジンバルの傾きを修正する仕組みであり自立制御と呼ばれている。

## 慣性航法

3つのジンバルが組み合わされたセットでは、それぞれがロール、ピッチ、ヨーの各自由度を提供する。

### 船舶
船舶や潜水艦における慣性航法では、慣性航法装置を設置する台として少なくとも3つのジンバルを必要とする。それによって装置が重力方向に対して固定され、船の横揺れ、縦揺れ、偏揺れの影響を受けないようになる。この場合、慣性計測装置に3方向に直交するよう設置されたジャイロを装備し、3次元空間のあらゆる方向の回転を検出する。ジャイロの出力は3つのジンバルの向きを制御するモーターを駆動し、慣性計測装置の向きが一定になるようにする。レゾルバと呼ばれる角度計測装置が3つのジンバル上に装備され、9つのコサイン値を提供し、船の向きを決定するのに使われる。

## ジンバルロック

3軸の回転軸を持つジンバル。2つのジンバルが同じ軸を中心に回転する場合、システムは1つの自由度を失う。

航空宇宙分野の慣性航法システムのジャイロにおけるジンバルなど、3軸の全てに自由な運動がある場合は、機体の回転によって3つのジンバルリングのうち2つの軸が同一平面上にそろってしまうジンバルロック（英語版）という現象が発生しうる。発生すると、本来3あるはずの自由度が2になってしまう。この問題を回避するため、4番目のジンバルを追加するなどして、ジンバル間の角度を保つようにする。最近では、ジンバルを全く使わずに角(加)速度センサによって高精度に角(加)速度を検出し、それを計算機で数値積分し姿勢を逆算するという手法もある。
また物理的な問題ばかりではなく、慣性航法システムのコンピュータプログラムや3次元コンピュータグラフィックスなどにおいて、オイラー角で3次元の姿勢を表現する場合にも全く同様の問題があり、それらで発生する問題もジンバルロックと呼んでいる。表現においては、四元数を使うのが回避法のひとつである。

## ロケットエンジン
ロケットエンジンは、ジンバル上に設置され、噴射方向を変化させられるようになっていることがある。各エンジンを別個のジンバルに設置することもあれば、ひとつのジンバルに全エンジンをまとめて設置することもある。ロケットの制御上、噴射を向けたい方向がジンバルの作動範囲を超えた場合、制御が困難となる。

## 釣り
大物釣りでは、2軸のジンバルを使って釣竿を固定する場合がある。ジンバルは、ファイティングベルトやファイティングチェアと呼ばれる器具に設置される。ジンバル内には釣竿を引っ掛けるピンがあり、竿自体が回転するのを防ぐようになっている。

## 撮影用

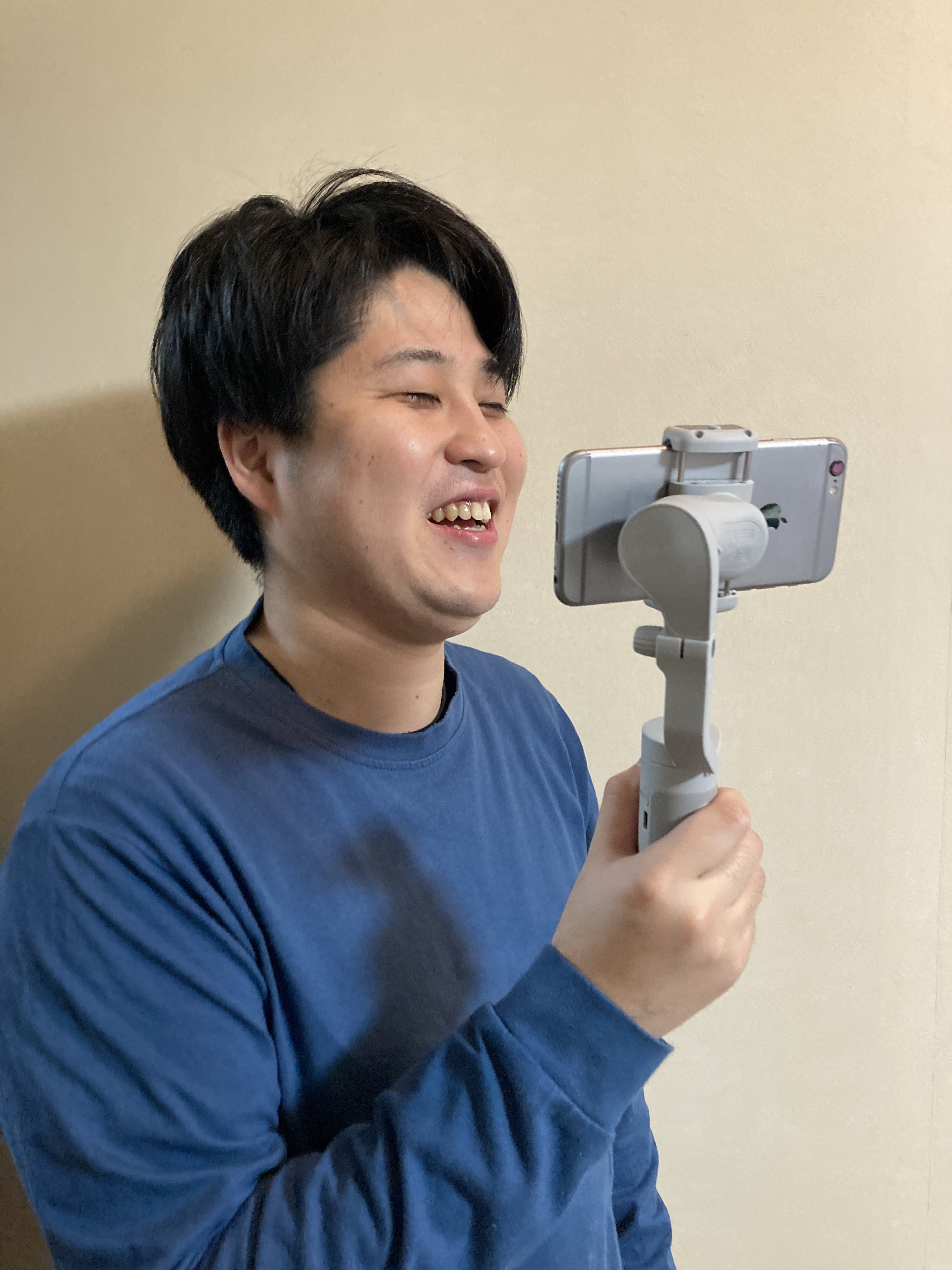
スマートフォン用ジンバルを使う男性

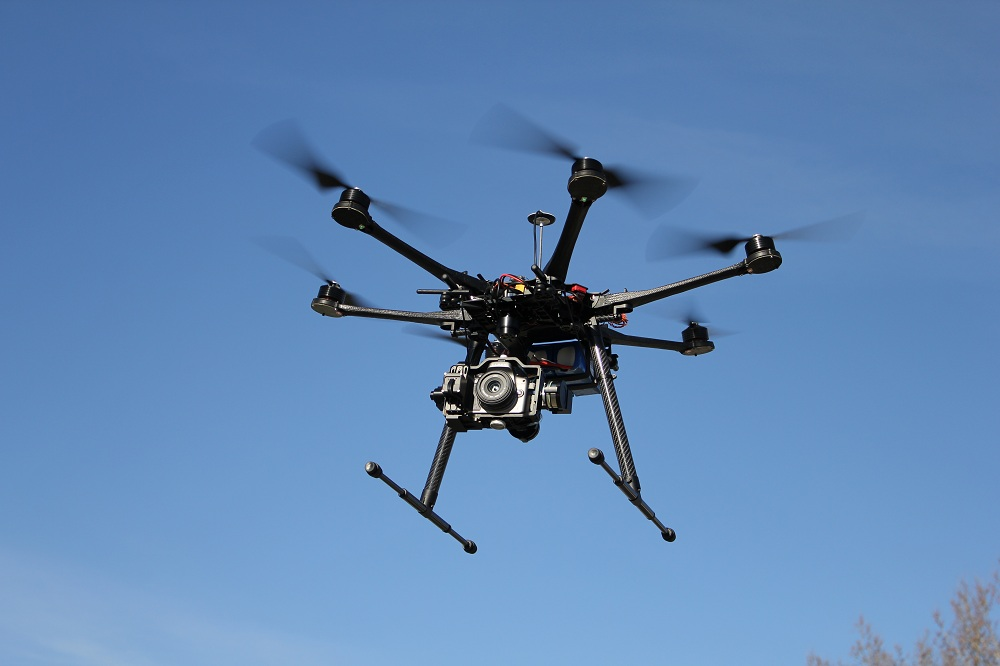
撮影用マルチコプター（DJI-S800）

重量のある超望遠レンズを安定して使用するためにジンバル機能を持たせた「ジンバル雲台」と呼ばれる製品がある。
また、一眼レフやスマートフォンを用いて動画の移動撮影を行う際にカメラの上下左右の揺れや手ブレを抑止するために2軸や3軸、電動のジンバル製品がある。
小型ドローン（マルチコプター）による空撮の際のローターの震動によるブレを軽減するためにジンバルを採用したDJI製品の登場以降、ドローンでも普及している。